# عقد 280 هـ
عقد 280 هـ هو الفترة بين عام 280 إلى 289 في التقويم الهجري، أي العشر سنوات التاسعة من القرن الثالث الهجري.